# 中国・四国Jクラブ情報懇談会
中国・四国Jクラブ情報懇談会（ちゅうごく・しこくJクラブじょうほうこんだんかい）は、中国・四国地方のJリーグ（準加盟含む）クラブが集まり意見交換をする会議。Jリーグ中四国クラブ情報懇談会とも。

## 概要
近隣するJリーグクラブが定期的に会合を開き情報を共有するのは全国初の試み。クラブが抱える、運営の現状および課題、Jリーグ百年構想への取り組みなどについて意見交換をかわし、地方独自の方法でJリーグを盛り上げようと結成した。
今後、年2回各クラブの地域で持ち回り、事務局や代表者を決めず定期的に開催していく予定となっている。また、各クラブ関係者だけでなく日本経済研究所専務理事など外部からのアドバイザーも参加している。
初会合は2008年12月、過去にJリーグ準加盟クラブアドバイザーをしていた経験がある本谷祐一の呼び掛けで、準加盟を含むJリーグ5クラブ（ガイナーレ鳥取・ファジアーノ岡山FC・サンフレッチェ広島F.C・徳島ヴォルティス・愛媛FC）が岡山市に集まり、クラブ経営や地域貢献策などを意見交換した。2011年からカマタマーレ讃岐、2015年からはレノファ山口FCが参加している。

## 参加団体
2017年5月現在。順番は全国地方公共団体コード準拠。
| クラブ                | 参加年 | 代表     | ホームタウン | 備考                |
| --------------------- | ------ | -------- | --- | ------------------- |
| ガイナーレ鳥取        | 2008年 | 塚野真樹 | 鳥取市・倉吉市・米子市・境港市を中心とする鳥取県全域 | 2010年まではJFL所属 |
| ファジアーノ岡山FC    | 2008年 | 木村正明 | 岡山市・倉敷市・津山市を中心とした岡山県全域 |                     |
| サンフレッチェ広島F.C | 2008年 | 織田秀和 | 広島市 |                     |
| レノファ山口FC        | 2015年 | 河村孝   | 山口市、下関市、山陽小野田市、宇部市、防府市、周南市、美祢市、萩市、下松市、岩国市、光市、長門市、柳井市、周防大島町、和木町、上関町、田布施町、平生町、阿武町【山口県全県】 |                     |
| 徳島ヴォルティス      | 2008年 | 岸田一宏 | 徳島市・鳴門市・美馬市・松茂町・板野町・北島町・藍住町を中心とした徳島県全域                                                                                                 |                     |
| カマタマーレ讃岐      | 2011年 | 熊野實   | 高松市・丸亀市を主とする香川県全域 | 2013年まではJFL所属 |
| 愛媛FC                | 2008年 | 村上忠   | 松山市を中心とした愛媛県全域 |                     |

## 参考資料
- ガイナーレなど5チームがJクラブ懇談会設立(08年12月12日山陰中央新報)
- 中四国Jリーグの情報懇談会発足(08年12月12日山陽新聞)
- 中四国Jクラブ情報懇が発足 - ウェイバックマシン（2008年12月18日アーカイブ分）(08年12月12日中国新聞)